# Byblis guehoi
Byblis guehoi Lowrie & Conran, 2008 è una pianta carnivora della famiglia Byblidaceae. 
È una specie compatta ed è tetraploide.

## Distribuzione e habitat
Questa specie è endemica della regione di Kimberley nell'Australia occidentale.

## Conservazione
La Lista rossa IUCN classifica Byblis guehoi come specie vulnerabile.